# Phantasmagoria (musikalbum)
Phantasmagoria är det sjätte studioalbumet med det norska black metal-bandet Limbonic Art. Albumet utgavs 2010 av skivbolaget Candlelight Records.

## Låtlista
1. "Prologue/Phantasmagoria" – 5:02
2. "Crypt of Bereavement" – 5:52
3. "Curse of the Necromancer" – 6:22
4. "Portal to the Unknown" – 4:22
5. "Dark Winds" – 5:40
6. "A World in Pandemonium" – 6:43
7. "Flight of the Mind's Eye" – 3:48
8. "Apocalyptic Manifestation" – 4:02
9. "Prophetic Dreams" – 5:40
10. "The Burning Vortex" – 6:54
11. "A Black Sphere of Serenity" – 8:24
12. "Astral Projection" – 8:13

- Text och musik: Daemon

## Medverkande
Musiker (Limbonic Art-medlemmar)
- Daemon (Vidar Jensen) – sång, alla instrument

Produktion
- Daemon – producent, ljudtekniker, ljudmix
- Henrik Bruun – producent, ljudtekniker, ljudmix
- Turan Audio – mastering
- Vebjørn Strømmen – omslagsdesign, omslagskonst